# Handroanthus

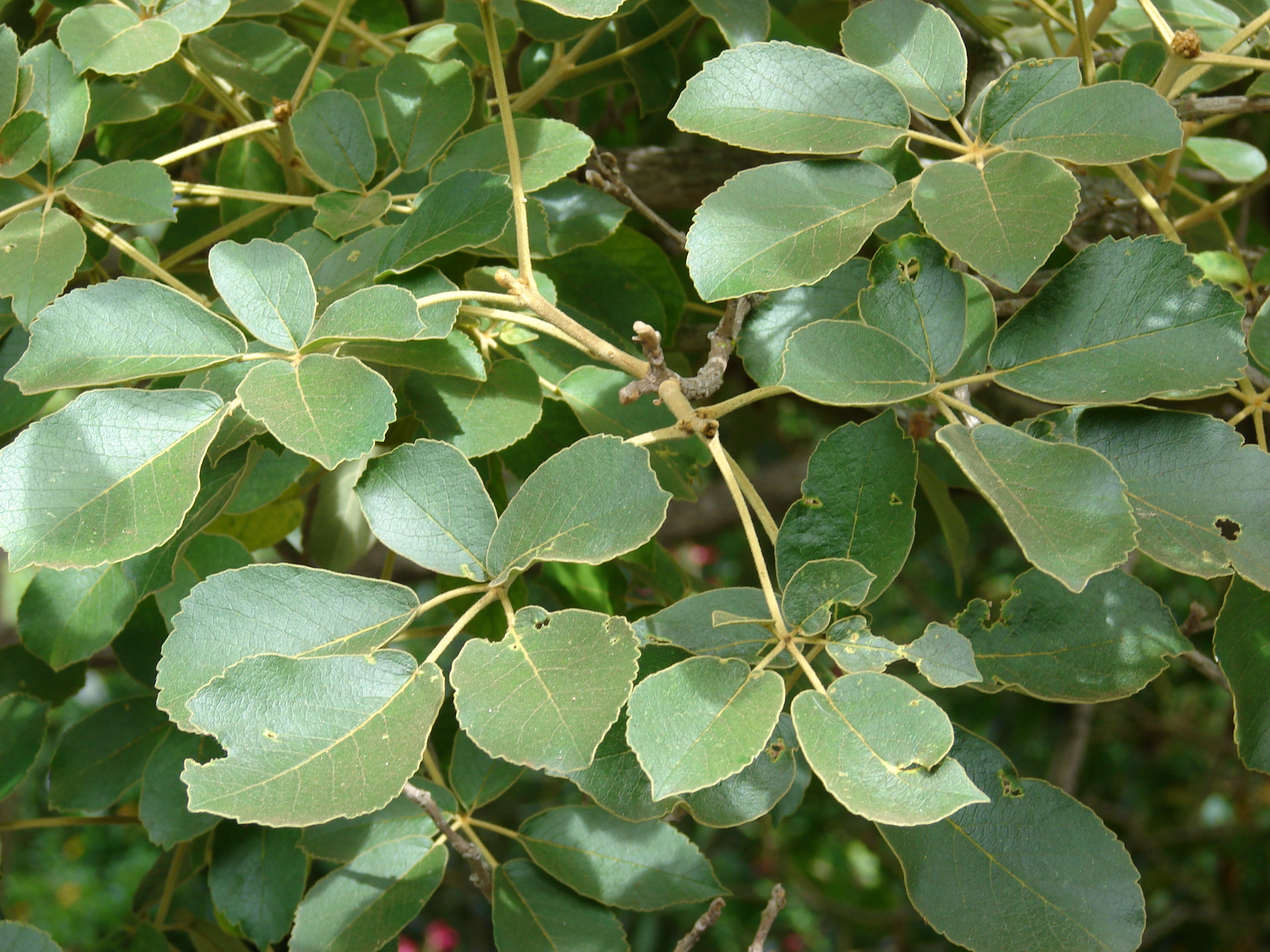
Blätter von Tabebuia serratifolius

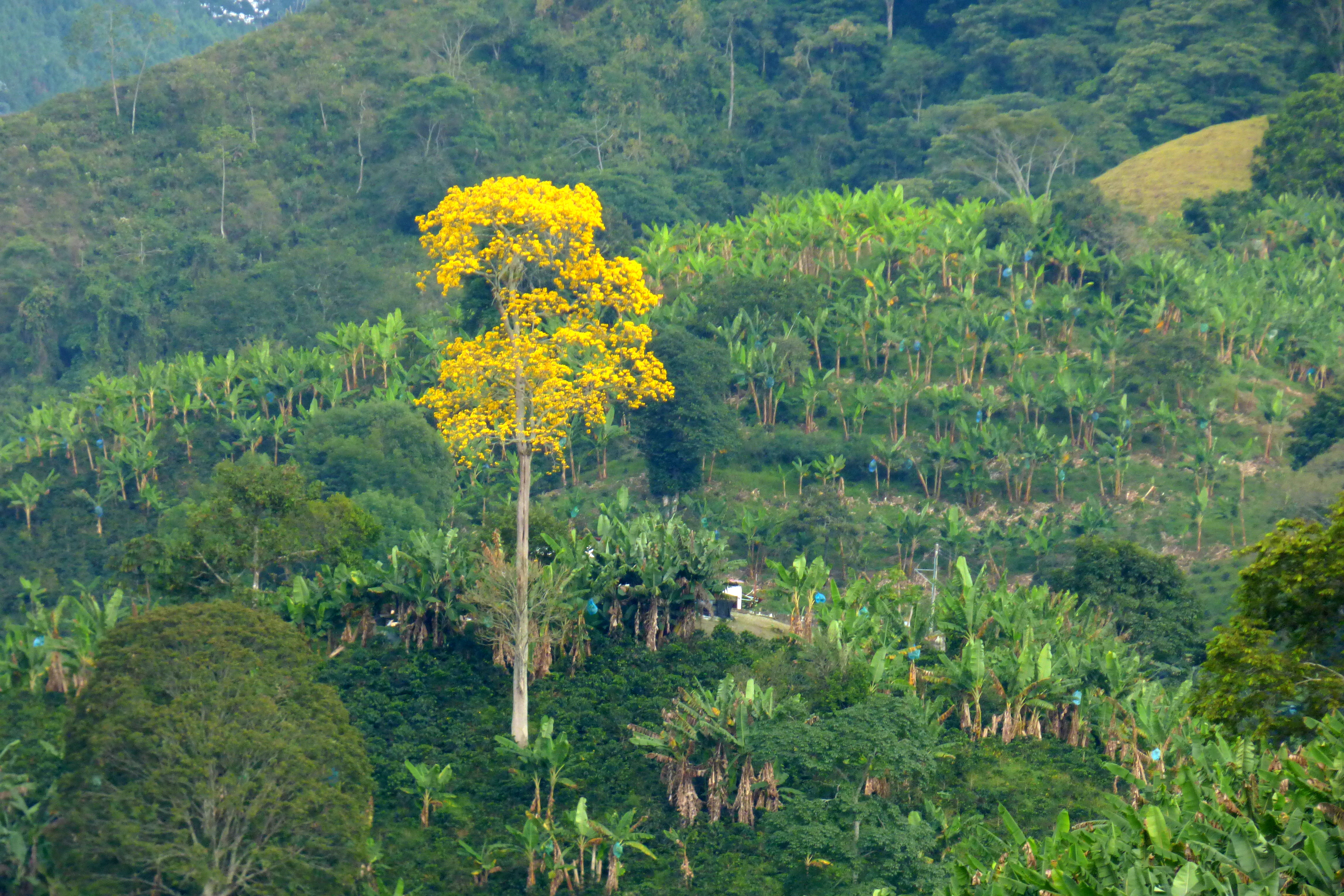
Handroanthus chrysanthus

Handroanthus ist eine Pflanzengattung aus der Familie der Trompetenbaumgewächse (Bignoniaceae) aus Mexiko, Mittel- und Südamerika. Der Wissenschaftliche Name setzt sich zusammen aus Handro, gewidmet dem brasilianischen Botaniker und Kollegen von Mattos, Oswaldo Handro (1908–1986) aus São Paulo und anthus, griechisch für Blüte, Blume.

## Beschreibung

### Vegetative Merkmale
Handroanthus-Arten wachsen als laubabwerfende bis halbimmergrüne Bäume, gelegentlich als Sträucher. Das dichte Holz mit hohem spezifischen Gewicht ist olivbraun bis schwärzlich, Splintholz und Kernholz unterscheiden sich deutlich. Lapachol ist in großer Menge vorhanden. Die Holzstrahlen sind eine bis drei Zellen breit, die Tüpfel sind großen, sie messen 8 bis 14 μm.
Die gegenständigen und gestielten Laubblätter sind meist handförmig zusammengesetzt mit bis zu 9 gestielten Blättchen. Die gestielten Blättchen sind ganzrandig bis gesägt.

### Generative Merkmale
Die endständigen, rispigen bis traubigen Blütenstände sind behaart. Die relativ großen, zwittrigen und fünfzähligen Blüten mit doppelter Blütenhülle sind gelb bis rosa oder purpur. Es ist ein kleiner Blütenboden vorhanden. Der Kelch ist becherförmig und behaart. Die Krone ist glockenförmig verwachsen mit mehr oder wenigen langen Lappen. Die 4 Staubblätter sind didynamisch, ein Staminodium ist mehr oder weniger reduziert. Der zweikammerige Fruchtknoten ist oberständig, die Narbe ist zweilappig. Es ist ein Diskus vorhanden.
Es werden längliche und kahle bis behaarte, vielsamige Kapselfrüchte gebildet. Die dünnen Samen sind beidseits geflügelt.

## Systematik
Die Gattung Handroanthus wurde 1970 von Joáo Rodrigues de Mattos in Loefgrenia; Comunicaçoes Avulsas de Botânica Band 50 Seite 1 
erstbeschrieben. Mattos fand, dass eine Gruppe brasilianischer Taxa, die als „Ipes“ bekannt ist, nicht in der Gattung Tabebuia verbleiben sollte und stellte die Arten aufgrund der handförmigen Blätter und der Samenanlagen in die neue Gattung Handroanthus mit Handroanthus albus (Tabebuia alba) als Typusart. Die Gattung wurde von Alwyn Howard Gentry (1992) in Zweifel gezogen, der Tabebuia lediglich in mehrere Artengruppen unterteilte. Susan Oviatt Grose und Richard Olmstead (2007) zeigten jedoch in einer molekularphylogenetischen Studie mit 25 % aller Tabebuia-Arten (mit Exemplaren aller 10 Artengruppen von Gentry), dass Tabebuia aus drei Kladen besteht und bestätigten die Ansicht von Mattos bei Handroanthus.
Zur Gattung Handroanthus werden etwa 36 Arten gezählt:
Auswahl:
- Handroanthus albus  (Cham.) Mattos
- Handroanthus billbergii  (Bureau & K.Schum.) S.O.Grose
- Handroanthus chrysanthus  (Jacq.) S.O.Grose
- Handroanthus chrysotrichus  (Mart. ex DC.) Mattos
- Handroanthus guayacan  (Seem.) S.O.Grose
- Handroanthus heptaphyllus  (Vell.) Mattos
- Handroanthus impetiginosus  (Mart. ex DC.) Mattos
- Handroanthus incanus  (A.H.Gentry) S.O.Grose
- Handroanthus lapacho  (K.Schum.) S.O.Grose
- Handroanthus ochraceus  (Cham.) Mattos
- Handroanthus serratifolius  (Vahl) S.O.Grose
- Handroanthus subtilis  (Sprague & Sandwith) S.O.Grose
- Handroanthus umbellatus  (Sond.) Mattos
- Handroanthus vellosoi  (Toledo) Mattos

## Nutzung
Das Holz von Handroanthus wird, zusammen mit dem Holz von Tabebuia- und Roseodendron-Arten, unter dem gebräuchlichen Namen Ipé vermarktet. Das Holz ist sehr hart, schwer und haltbar. Lokal wird es für den Bau von Häusern und Brücken, für Fußböden, Terrassen und im Kunsthandwerk verwendet. International zählt es zu den bevorzugten Hölzern für Terrassen. Ipé gehört zu den wertvollsten Hölzern auf dem Markt.